# FOKAL
FOKAL, la Fondation Connaissance et Liberté est une fondation haïtienne créée en 1995  par Michèle Duvivier Pierre-Louis après avoir  reçu le mandat de l'Open Society Institute. La FOKAL soutient des organisations de la  société civile dans les domaines de l'éducation, des arts et de la culture et du développement. 

## Mission
La Fondation de Connaissance et Liberté, ayant son siège social à Port-au-Prince se donne comme mission de  "promouvoir des structures nécessaires à l’établissement d’une société démocratique, juste et solidaire, basée sur l’autonomie et la responsabilité individuelle et collective", et de soutenir l'autonomie des individus.
Dans sa mission, la Fokal a fait choix d’appuyer plusieurs secteurs dans la vie nationale porteur de changement à savoir: les enfants et les jeunes, les associations de la société civile et d'autres secteurs historique qui sont marginalisés dans la paysannerie haïtienne surtout les femmes.

## Histoire
Aux premiers mois de l'année 1995, les rencontres entre le président de l'Open Society Institute (OSId'Open Society Foundations (OSF), Aryeh Neier et George Soros, fondateur et président de l'OSI, a permis à Michèle Duvivier Pierre-Louis de créer la Fondation Connaissance et liberté. En juillet de cette même année, La fondatrice a invité sept bénévoles à former le premier conseil d'administration. En effet, le Gouvernement de la République d'Haïti a déclaré d'utilité publique lui conférant la personnalité juridique dans Le Moniteur du 4 mai 2000, numéro 35, 155e année.
Pour célébrer son vingtième anniversaire, la FOKAL lance le 16 juin 2015 une série d’activités. 
En août 2018, la Fondation soutient une trentaine de jeunes d'Ayitika dans l'installation de cacao sur environ 10 hectares de parcelles cacaoyères et les accompagne dans les activités de recherches et d’innovations dans le but de "rendre plus performants les systèmes cacaoyers et l’établissement des jardins clonaux avec les cacaos élites sélectionnés".

## Centre Culturel FOKAL
Le Centre Culturel FOKAL a été mis sur pied en 2003. Il contient: La Bibliothèque Monique Calixte qui reçoit quotidiennement environ 300 jeunes lecteurs issus de différents niveaux académiques une salle de Production; un Cybercafé; une salle de Conférence, de projections, de spectacle de danse de théâtre, et de musique. 

## Parc de Martissant
Le parc de Martissant est un projet géré par la Fondation Connaissance et Liberté qui aussi est responsable de l’aménagement de la ravine Mangonès. Il se situe dans la zone d’aménagement concertée s’étend sur un ensemble boisé de 17 hectares et créée par arrêté présidentiel en 2007. Le projet englobe les anciennes Habitation Leclerc, résidence Pauline, résidence de Katherine Dunham, propriété Destouches, et l’ancienne résidence de la famille Mangonès.

## Accompagnements
- Du 4 et 5 octobre 2017, la Fondation Connaissance et Liberté a organisé plusieurs activités de commémoration du massacre des Haïtiens en 1937 communément appelé « massacre de Perejil ». Le massacre de Perejil a eu lieu en 1937, en République Dominicaine et a occasionné la mort de plus d’une dizaine de milliers d’Haïtiens. Pierre Michel Jean a réalisé un travail de mémoire en chasse photographique sur le massacre, et ce travail porte de nom de : L’oubli pour mensonge (2017)[8].